# اشتراوبینگ
اشتراوبینگ (به آلمانی: Straubing) شهری در جنوب آلمان و در شرق ایالت بایرن است.
از این شهر یک بزرگراه می‌گذرد و این شهر به خطوط راه‌آهن آلمان متصل است.
اشتراوبینگ مرکز شهرستان اشتراوبینگ-بوگن (Straubing-Bogen) است.
هر ساله در ماه اوت، جشن مردمی گویبودن (Gäubodenvolksfest) که دومین جشن بزرگ در ایالت بایرن است در اشتراوبینگ برگزار می‌شود.
رودی به نام ایزار نیز از این شهر می‌گذرد.